# Bouchtata
Bouchtata (em árabe: بوشطاطة), também escrito Bouchetata, é uma comuna localizada na província de Skikda, Argélia. De acordo com o censo de 2008, a população total da cidade era de 9 219 habitantes.